# When the Ship Comes In
Pistes de The Times They Are a-Changin'
Boots of Spanish Leather The Lonesome Death of Hattie Carroll
When the Ship Comes In est une chanson de Bob Dylan, parue en janvier 1964 sur son troisième album, The Times They Are a-Changin'.
Dans le documentaire No Direction Home, Joan Baez affirme que la chanson naquit dans l'esprit de Dylan lorsqu'il se vit refuser une chambre d'hôtel en raison de son apparence négligée. Elle acquit par la suite une ampleur épique, remplie de métaphores et de références bibliques (la traversée de la mer Rouge et le combat de David et Goliath).

## Reprises
- Peter, Paul and Mary sur l'album A Song Will Rise (1965)
- Hugues Aufray sur l'album Aufray chante Dylan (1965) (traduit en Le Jour où le bateau viendra)
- The Hollies sur l'album Hollies Sing Dylan (1969)
- Arlo Guthrie sur l'album Hobo's Lullaby (1972)
- The Clancy Brothers sur l'album The 30th Anniversary Concert Celebration (1992)
- Marcus Carl Franklin dans le film I'm Not There (2007)
- The Pogues sur l'album Pogue Mahone (1996)
- The Chieftains sur l'album Voice of Ages (2012)
- Renaud sur l'album Métèque (2022) (traduit en Le Jour où le bateau viendra)